# (6766) Хармс
(6766) Хармс (лат. Kharms) — астероид из группы главного пояса. Был открыт 20 октября 1982 года в Крымской астрофизической обсерватории астрономом Людмилой Георгиевной Карачкиной. Назван в честь выдающегося поэта, писателя и драматурга Даниила Ивановича Хармса (1905—1942) (название предложено Немировским Л. Р.). Свой полный оборот вокруг Солнца астероид совершает за 4,42 юлианских года.